# Grdanovac
Grdanovac je naseljeno mjesto u sastavu općine Bosanska Kostajnica, Republika Srpska, BiH. Prema popisu stanovinštva 1991. godine područje općine Bosanska Kostajnica pripadalo je općini Bosanski Novi.

## Stanovništvo
| Grdanovac          |              |
| godina popisa      | 1991.        |
| Srbi               | 161 (78,54%) |
| Hrvati             | 31 (15,12%)  |
| Muslimani          | 0            |
| Jugoslaveni        | 8 (3,90%)    |
| ostali i nepoznato | 5 (1,64%)    |
| ukupno             | 205          |